# العظيم (حائل)
العظيم هي منطقة أثرية تبعد عن مدينة حائل حوالي 160 كم إلى جهة الجنوب الشرقي، تعد من أقدم القرى في منطقة حائل.

## سبب التسمية
اختلفت النظريات ولكن السبب المرجح هو وجود وادي يترواح عرضه 150-200 متر وطوله حوالي 150كلم ملئ بالنخيل يمتلئ بالماء أثناء سقوط الأمطار ويصبح واديا عظيماوينتهي هذا الوادي في مكان يقال له محير الترمس شمال منطقة القصيم
وقيل أنها سميت على (ناحية العظيم) وهي منطقة موجودة في العراق، وذلك لوفرة المياه فيها ولقربها من سطح الأرض.

## المواقع الجغرافية
تتميز العظيم بكثرة مزارعها لخصوبة أرضها 
«جبل حبشي» يقع غرب العظيم ويتميز بوجود الاثار التاريخية كاموقع الهالالات
«الحُمر» سمية بذللك نسبة للونها الأحمر والرمال الناعمة المحيطة بها إذ تعتبر متنفساً لكثير من زوار القرية ولأهالي القرية نفسها
تعتبر أخر قرى حائل في الشرق في الفاصل بينها وبين منطقة القصيم والذي موقعها الاستراتجي دورا هاما في ازدهارها